# Punkt neutralny
Punkt neutralny (sieci wielofazowej) (ang. neutral point, neutral point in a polyphase system, polyphase neutral point) – wspólny punkt połączonych w gwiazdę uzwojeń urządzenia n-fazowego, np. transformatora energetycznego lub transformatora uziemiającego.
W połączeniu w gwiazdę (trójfazowego uzwojenia transformatora energetycznego) punkt wspólny trzech faz jest nazywany punktem gwiazdowym transformatora. Termin punkt gwiazdowy dotyczy konstrukcji transformatora, zaś termin punkt neutralny używany jest zawsze w kontekście sieci, w której pracuje transformator.